# Bob Curry
Robert Samuel „Bob“ Curry (* 14. August 1882 in New York City; † 12. November 1944 ebenda) war ein US-amerikanischer Ringer.

## Karriere
Curry, der für den St. George’s Athletic Club startete, gewann 1903 die Meisterschaft der Amateur Athletic Union in der Gewichtsklasse bis 105 Pfund. Bei den Olympischen Spielen 1904 in St. Louis sicherte er sich die Goldmedaille im Freistil im Papiergewicht.